# Blød lykke
Blød lykke er Sebastians fjerde studiealbum, udgivet i 1974. Det er det første Sebastian-album med Peter Thorup som producer samt det sidste udgivet på EMI, da Sebastian efterfølgende skrev kontrakt med CBS.
"Lossepladsen bløder" var Sebastians første dansksprogede sang og blev oprindelig indspillet i 1971 til ep'en af samme navn. Versionen på Blød lykke er krediteret som en liveoptagelse, men er i virkeligheden en studieindspilning med publikumslyde mixet ind.

## Numre

### Side 1
1. "Enebarn/vidunderbarn" (4:49)
2. "Sidste nat med Nora" (3:52)
3. "Mona, månen er blå" (3:08)
4. "Jeg kender intet til dig" (4:03)
5. "Lossepladsen bløder" (6:04)

### Side 2
1. "Morgen" (1:32)
2. "Blød lykke" (3:24)
3. "Karneval" (4:46)
4. "Den frelste brigade" (2:59)
5. "Flyv lykkefugl" (4:48)
6. "Ingenmandsland" (3:31)
7. "Natten er mørk" (6:02)

## Medvirkende
- Peder Kragerup, piano, arr. horn og piano
- Gert Rostrock Jensen, el-bas
- Bo Stief, ak. bas
- Alex Riel, trommer
- Nils Henriksen, el-guitar
- Paul Banks, ak. guitar, banjo, mandolin
- Bjarne Rostvold, percussion
- Sebastian, vokal, akk. guitar
- Allan Botschinsky, horn
- Jesper Thilo, horn
- Palle Mikkelborg, horn/trompet
- Vincent Nilsson, horn
- Peter Thorup, kor
- Sanne Salomonsen, kor
- Jannie Høeg, kor
- Lasse Lunderskov, kor
- Tikita, kor